# Pyrrhanthera exigua
Pyrrhanthera exigua là một loài thực vật có hoa trong họ Hòa thảo. Loài này được (Kirk) Zotov miêu tả khoa học đầu tiên năm 1963.